# 클로드 로랭
클로드 로랭(Claude Lorrain)은 바로크 시대 프랑스의 화가이자 소묘가, 판화가이다. 그는 생애 대부분의 시간을 이탈리아에서 보냈으며, 네덜란드 회화 황금기의 동시대 화가를 제외하고 풍경화에 집중한 가장 초기의 중요한 화가 중의 한 명이다. 그의 풍경화는 적은 수의 인물이 첨부되어, 주로 성경이나 고전 신화의 장면을 묘사하는 더욱 격조높은 장르인 역사화로 전환되었다.

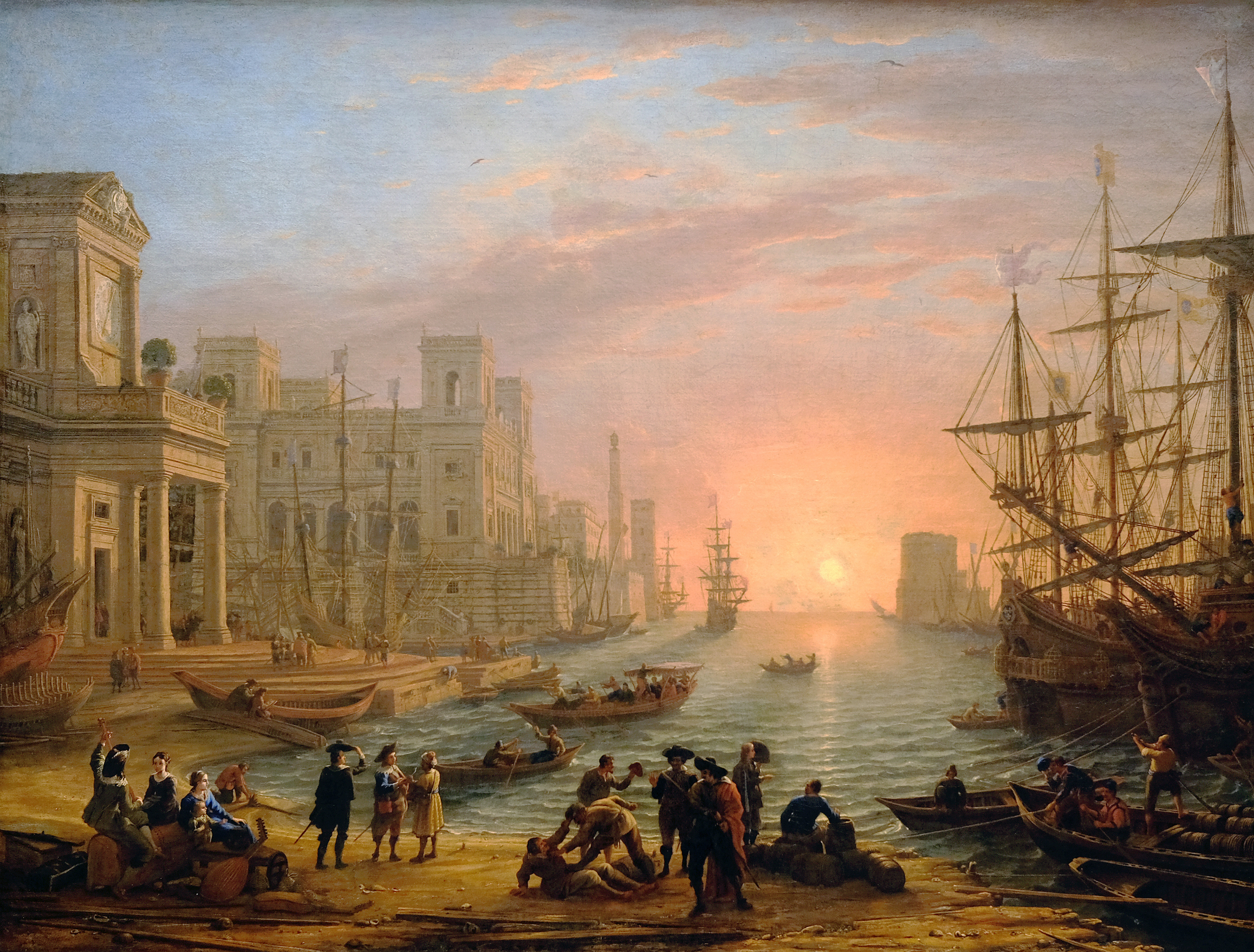
《일몰의 항구 도시》, 루브르 박물관 소장

1630년대 말기에 그는 이탈리아에서 선도적인 풍경화가로 대우받았으며, 그의 작품은 높은 가격에 거래되었다. 작품은 점진적으로 커졌으며, 인물도 적어졌다. 작품은 더욱 신중하게 그려졌으며, 낮은 빈도로 제작되었다. 그는 일반적으로 다수의 그림에 태양을 삽입한 것을 제외하고는 풍경화에서 혁신적인 모습을 보이진 않았다. 현재는 프랑스 화가로 생각하지만 실제로는 독립적인 로렌 공국에서 태어났으며, 대부분의 작품은 이탈리아에서 제작되었다. 19세기 말기 이전까지 그는 로마화파 화가로 인식되었다. 후원자도 대부분은 이탈리아인이었으나 사후에는 영국에서 대단한 인기를 얻어서 현재는 영국에 많은 작품이 있다.

## 주요 작품

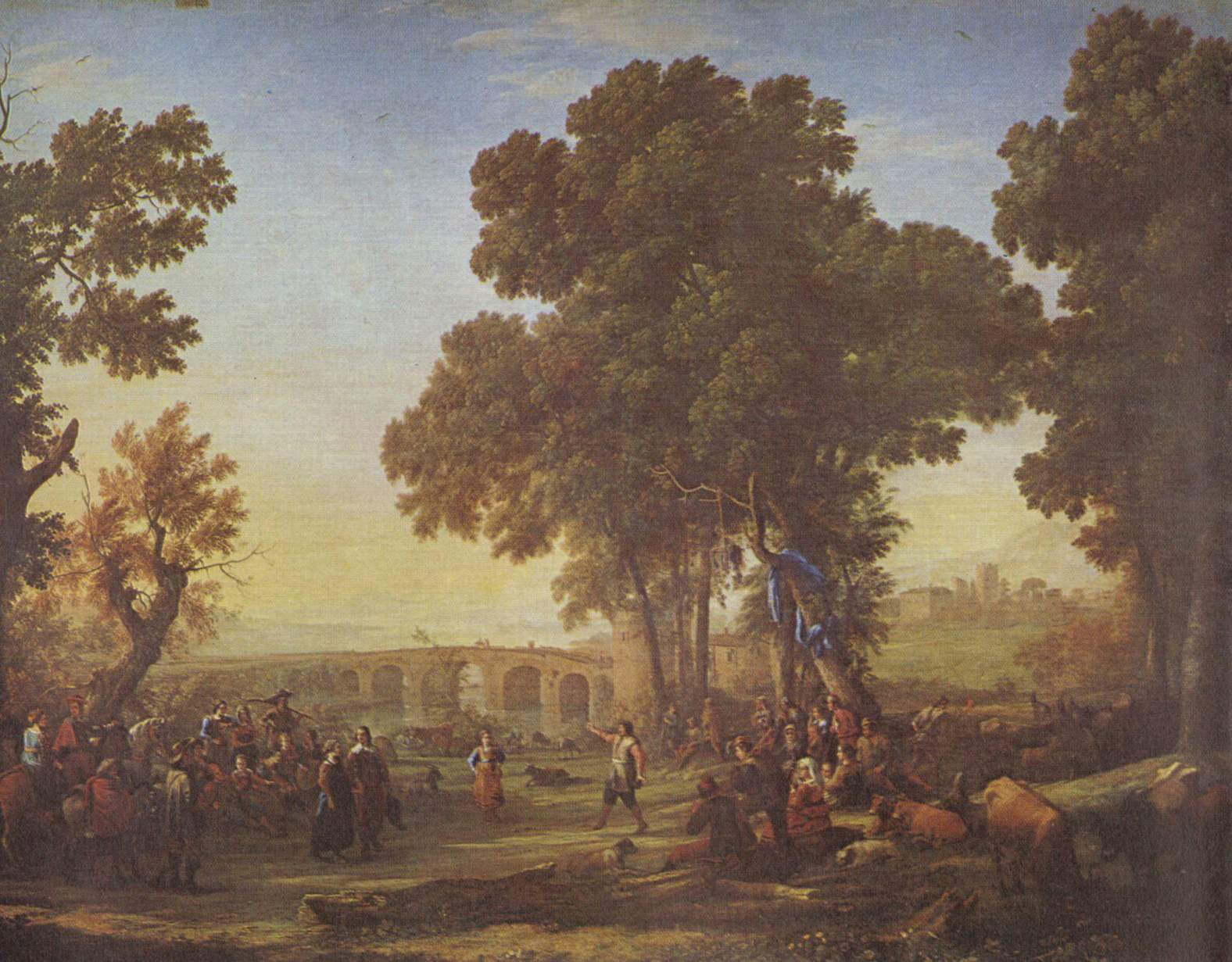
Village Fête
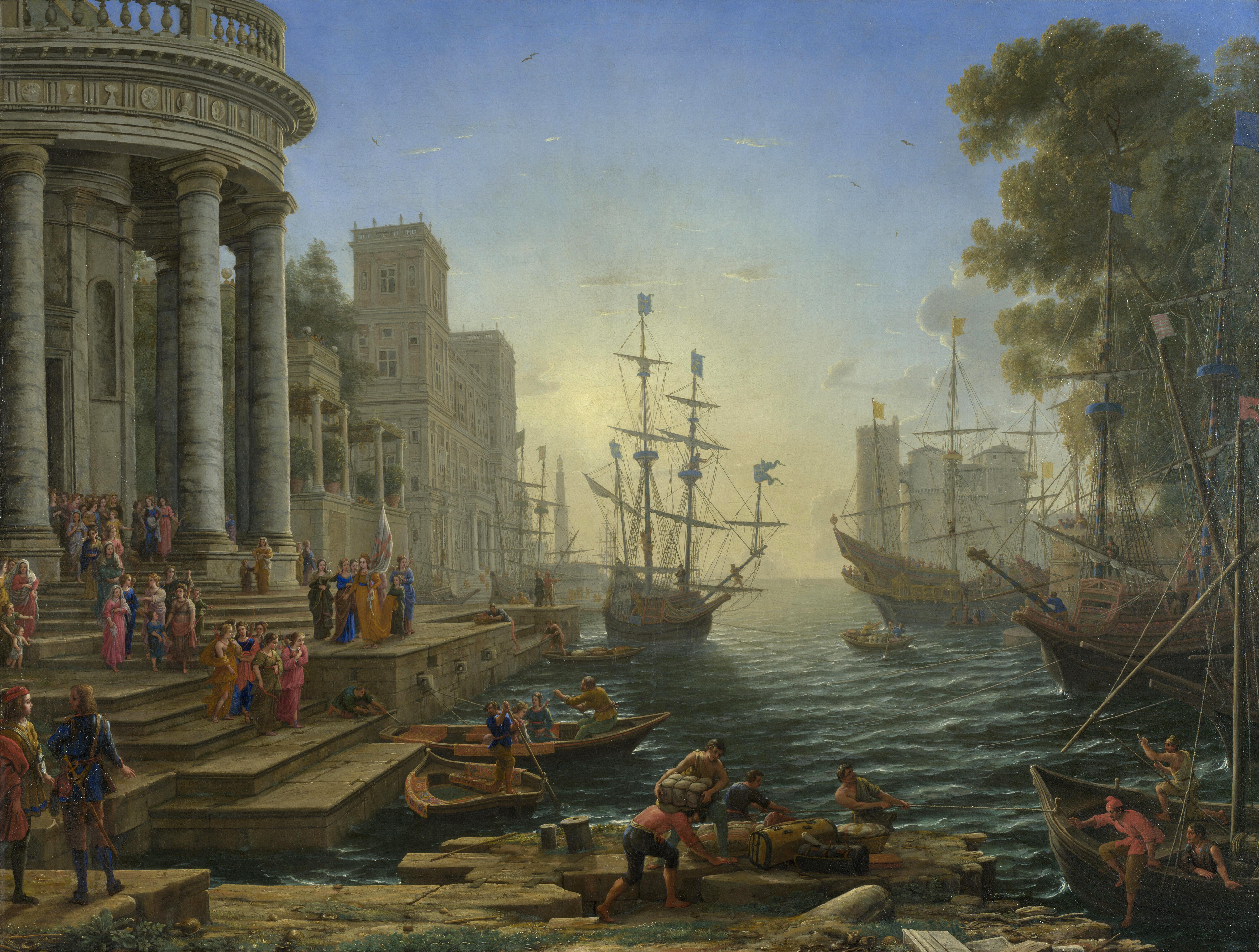
Seaport with the Embarkation of Saint Ursula
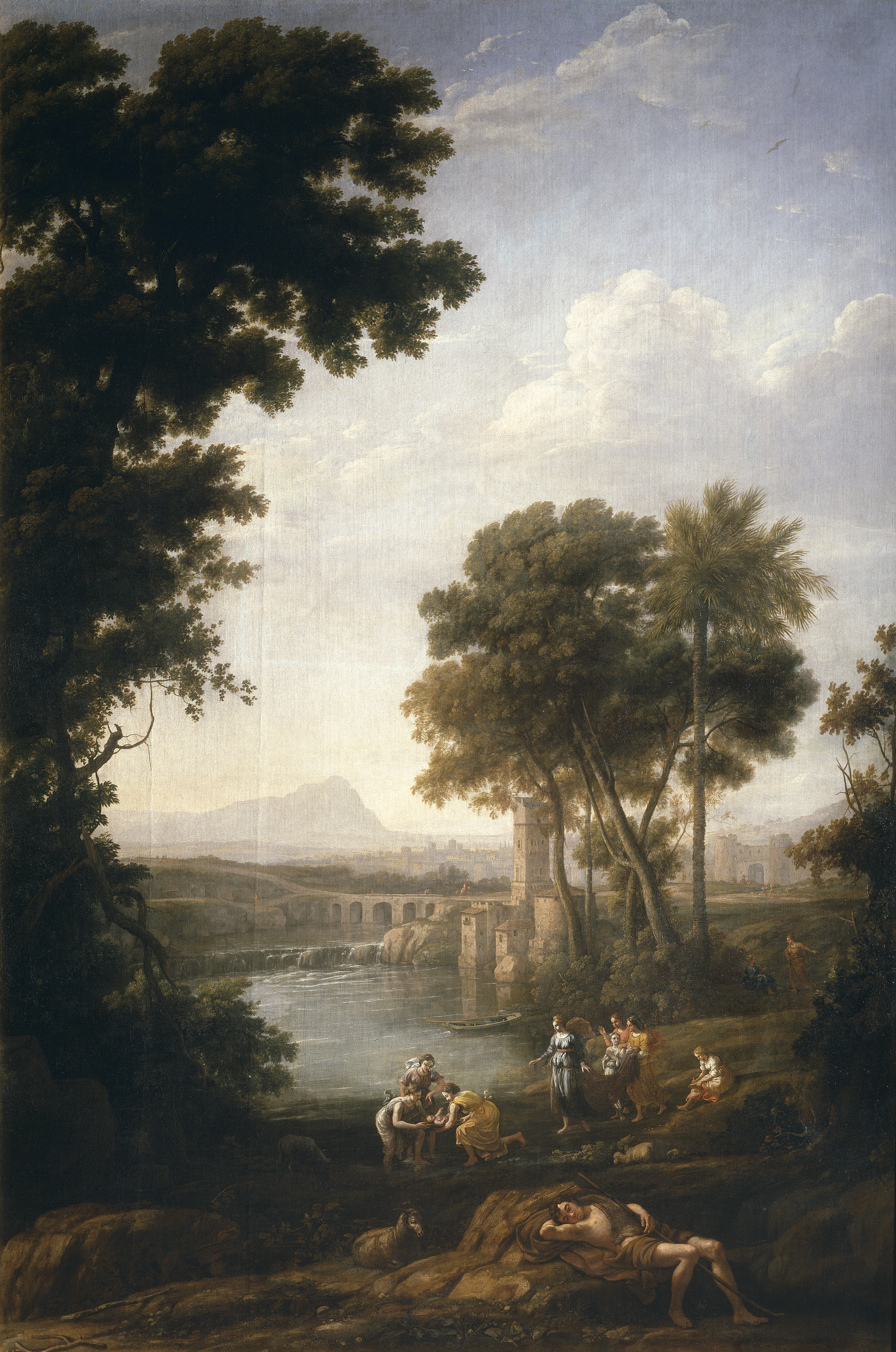
Landscape with the Finding of Moses